# Daniela Bianchi
Pour les articles homonymes, voir Bianchi.
Daniela Bianchi est une mannequin et actrice italienne, née le 31 janvier 1942 à Rome.
Elle est notamment connue pour son rôle de Tatiana Romanova dans Bons Baisers de Russie, deuxième film de la série James Bond.
Elle interrompt sa carrière en 1970, à l’issue de son mariage à un armateur génois.

## Biographie
Daniela Bianchi est la fille unique d'un colonel de l'armée italienne. Elle fait de la danse et se présente à de nombreux concours de beauté. C'est ainsi qu'elle commence une carrière dans le mannequinat. Elle est élue Miss Rome et première dauphine de Miss Univers en 1960.

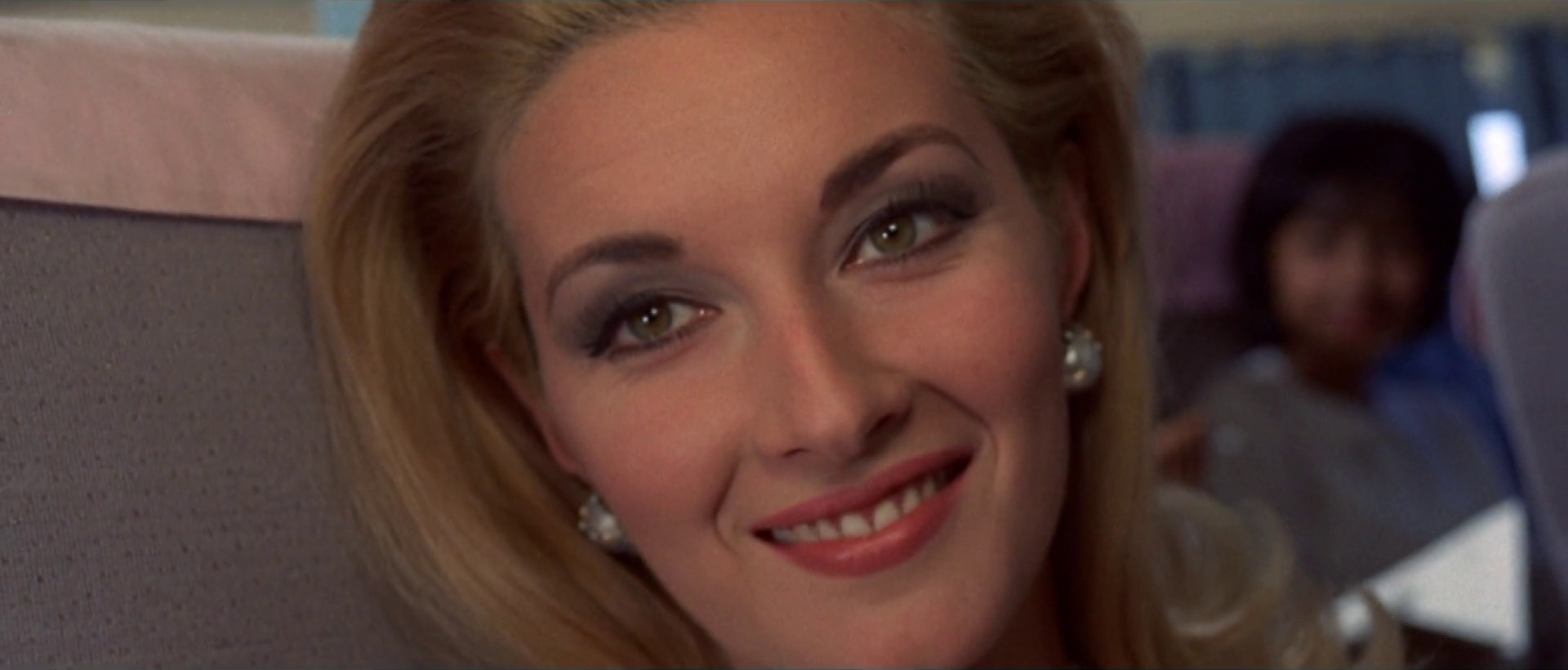
Daniela Bianchi dans Slalom (1965).

Elle débute dans le cinéma à 16 ans en tant que figurante devant la caméra de Claude Autant-Lara dans En cas de malheur (1958) et côtoie à cette occasion Brigitte Bardot et Jean Gabin. Elle poursuit la figuration dans Les Démons de minuit (1961) de Marc Allégret avec Charles Boyer et Pascale Petit. Ce n'est qu'en 1962 qu'elle joue dans son premier film italien Un dimanche d'été , aux côtés d'Ugo Tognazzi.
Elle prête sa silhouette au personnage de Tatiana Romanova dans le deuxième épisode de la série James Bond, Bons Baisers de Russie (1963). Sa voix, à cause de son trop fort accent, est doublée par Barbara Jefford. Ce rôle marque l'apogée de sa courte carrière. Elle demeure un mois à Moscou en tant que mannequin peu avant le tournage du film. Daniela Bianchi a bien failli perdre le rôle au cours du tournage : en effet, un accident de voiture oblige le réalisateur Terence Young à changer le plan de tournage de manière à lui laisser deux semaines pour que les égratignures qui marquent son visage disparaissent.
En 1964, elle tourne trois épisodes de la série télévisée américaine Le Jeune Docteur Kildare, aux côtés de Richard Chamberlain.
Elle reçoit ensuite de nombreuses propositions pour jouer dans d'autres films d'espionnage : Le Tigre aime la chair fraîche (1964) de Claude Chabrol, Barbouze chérie, Mission spéciale Lady Chaplin (1966), Opération frère cadet, Un certain Monsieur Bingo (1967) et Échec international (1968).
Daniela Bianchi quitte le monde du cinéma en 1970, lorsqu'elle se marie avec un armateur génois, Alberto Cameli, avec qui elle a un fils, Filippo,. Son mari meurt en 2018.
En 2012, elle a un petit rôle dans le film documentaire Noi non siamo come James Bond.

## Filmographie

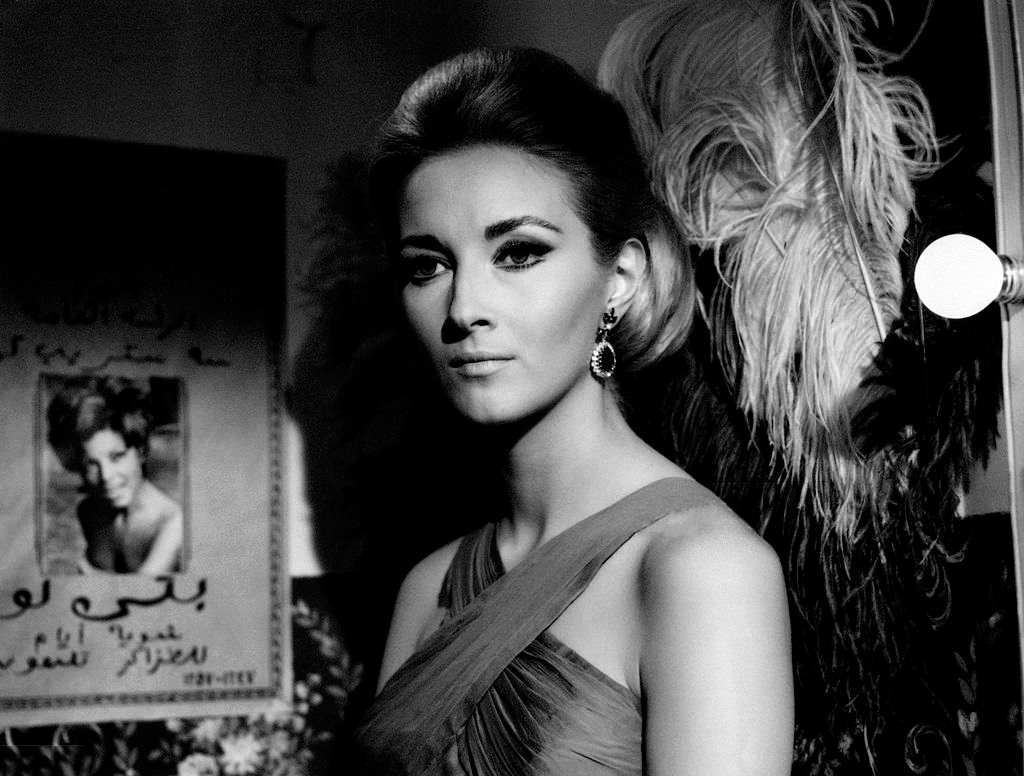
Daniela Bianchi dans Un certain Monsieur Bingo (1967).

### Cinéma
- 1958 : En cas de malheur de Claude Autant-Lara (figuration)
- 1961 : Les Démons de minuit de Marc Allégret et Charles Gérard (figuration)
- 1962 : Un dimanche d'été (Una domenica d'estate) de Giulio Petroni : Donatella
- 1963 : Bons Baisers de Russie (From Russia with Love) de Terence Young : Tatiana Romanova
- 1963 : L'Épée du Cid (La spada del Cid) de Miguel Iglesias : Elvira
- 1964 : Le Tigre aime la chair fraîche de Claude Chabrol : Mehlica Baskine
- 1965 : Slalom de Luciano Salce : Nadia
- 1966 : Play-boy Party (L'ombrellone) de Dino Risi : Isabella Dominici
- 1966 : Barbouze chérie (Zarabanda Bing Bing) de José María Forqué : Mercedes
- 1966 : Mission spéciale Lady Chaplin (Missione speciale Lady Chaplin) d'Alberto De Martino et Sergio Grieco : Lady Arabella Chaplin
- 1967 : Qui êtes-vous inspecteur Chandler ? (Troppo per vivere… poco per morire) de Michele Lupo : Arabella
- 1967 : La Gloire des canailles (Dalle Ardenne all'inferno) d'Alberto De Martino : Kristina von Keist
- 1967 : Opération frère cadet (OK Connery) d'Alberto De Martino : Maya
- 1967 : Un certain Monsieur Bingo (Requiem per un agente segreto) de Sergio Sollima : Edith Bressart
- 1968 : Échec international (Scacco internazionale) de Giuseppe Rosati : Helen Harris

### Télévision

#### Série

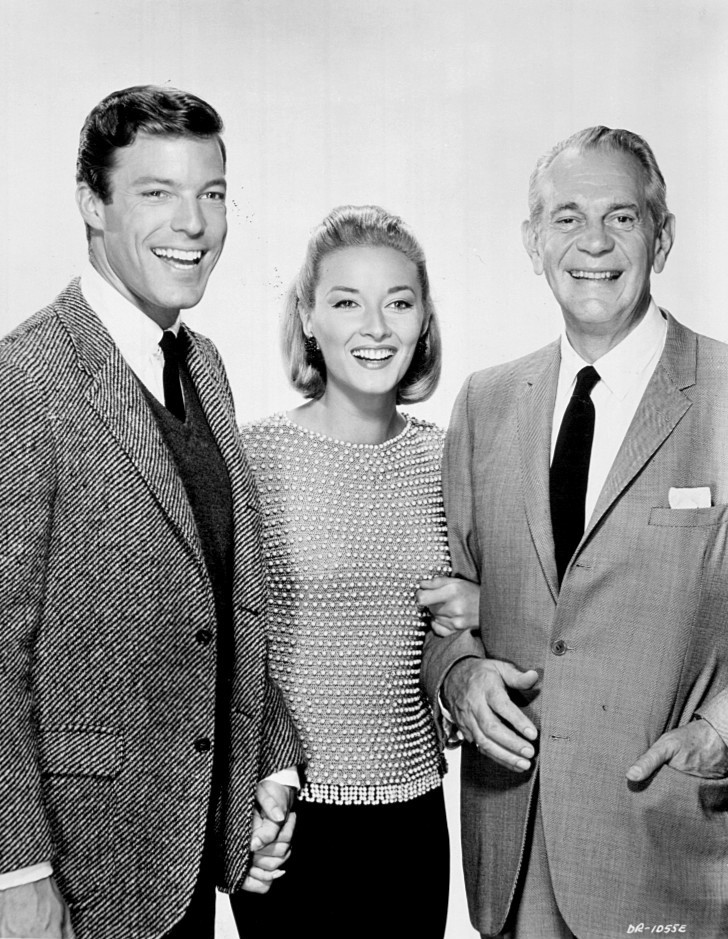
De gauche à droite, Richard Chamberlain, Daniela Bianchi et Raymond Massey, en marge du tournage du Jeune Docteur Kildare en 1964.

- 1964 : Le Jeune Docteur Kildare : Francesca Paolini (trois épisodes)

#### Documentaires
- 2002 : Les Bond girls sont éternelles (Bond Girls Are Forever) : Tatiana Romanova
- 2012 : Noi non siamo come James Bond de Mario Balsamo

### Jeu vidéo
- 2005 : Bons Baisers de Russie (James Bond 007: From Russia with Love) : Tatiana "Tania" Romanova